# Jiaying Pang
Jiaying Pang (kin.: 庞佳颖, Jiāyíng Páng; Šangaj, 6. siječnja 1985.) je kineska plivačica slobodnim stilom.